# الدلاليات المعجمية

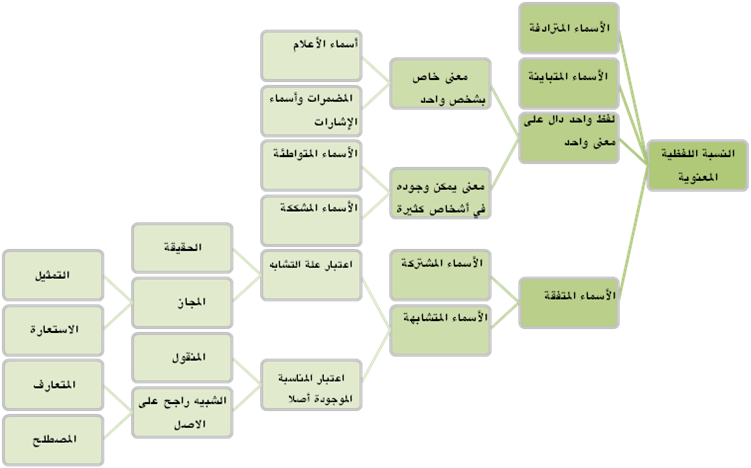
نسبة الألفاظ إلى المعاني عند الطوسي

الدلاليات المعجمية (بالإنجليزية: lexical semantics) هو علم لساني يختص بدراسة معاني الألفاظ وكيفية دلالتها عليها.

## نسبة الألفاظ إلى المعاني
| نسبة الألفاظ إلى المعاني | نسبة الألفاظ إلى المعاني                                        | نسبة الألفاظ إلى المعاني                                                           | نسبة الألفاظ إلى المعاني | نسبة الألفاظ إلى المعاني | نسبة الألفاظ إلى المعاني |
| --- | --------------------------------------------------------------- | ---------------------------------------------------------------------------------- | --- | --- | --- |
| 1 | الألفاظ الكثيرة الدالة على معنى واحد: أسماء مترادفة             | الألفاظ الكثيرة الدالة على معنى واحد: أسماء مترادفة                                | الألفاظ الكثيرة الدالة على معنى واحد: أسماء مترادفة                                                                                        | الألفاظ الكثيرة الدالة على معنى واحد: أسماء مترادفة                                                                                        | الألفاظ الكثيرة الدالة على معنى واحد: أسماء مترادفة                                                                                        |
| 2 | الألفاظ الكثيرة الدالة على معان كثيرة بلا اشتراك: أسماء متباينة | الألفاظ الكثيرة الدالة على معان كثيرة بلا اشتراك: أسماء متباينة                    | الألفاظ الكثيرة الدالة على معان كثيرة بلا اشتراك: أسماء متباينة                                                                            | الألفاظ الكثيرة الدالة على معان كثيرة بلا اشتراك: أسماء متباينة                                                                            | الألفاظ الكثيرة الدالة على معان كثيرة بلا اشتراك: أسماء متباينة                                                                            |
| 3 | لفظ واحد دال على معنى واحد                                      | لفظ واحد دال على معنى واحد                                                         | لفظ واحد دال على معنى واحد | لفظ واحد دال على معنى واحد | لفظ واحد دال على معنى واحد |
| | 1                                                               | معنى خاص بشخص واحد                                                                 | معنى خاص بشخص واحد | معنى خاص بشخص واحد | معنى خاص بشخص واحد |
| |                                                                 | 1                                                                                  | بحسب وضع الواضع: أسماء أعلام | بحسب وضع الواضع: أسماء أعلام | بحسب وضع الواضع: أسماء أعلام |
| |                                                                 | 2                                                                                  | بحسب إرادة القائل: مضمرات، أسماء إشارات | بحسب إرادة القائل: مضمرات، أسماء إشارات | بحسب إرادة القائل: مضمرات، أسماء إشارات |
| | 2                                                               | معنى ليس خاصا بشخص بل يمكن وجوده في أشخاص كثيرة1                                   | معنى ليس خاصا بشخص بل يمكن وجوده في أشخاص كثيرة1                                                                                           | معنى ليس خاصا بشخص بل يمكن وجوده في أشخاص كثيرة1                                                                                           | معنى ليس خاصا بشخص بل يمكن وجوده في أشخاص كثيرة1                                                                                           |
| |                                                                 | 1                                                                                  | معنى موجود في الكل على السوية بلا أولوية ولا ترجيح: أسماء متواطئة                                                                          | معنى موجود في الكل على السوية بلا أولوية ولا ترجيح: أسماء متواطئة                                                                          | معنى موجود في الكل على السوية بلا أولوية ولا ترجيح: أسماء متواطئة                                                                          |
| |                                                                 | 2                                                                                  | معنى في البعض أسبق أو أولى أو أشد من البعض الآخر: أسماء مشككة                                                                              | معنى في البعض أسبق أو أولى أو أشد من البعض الآخر: أسماء مشككة                                                                              | معنى في البعض أسبق أو أولى أو أشد من البعض الآخر: أسماء مشككة                                                                              |
| 4 | اللفظ الواحد الدال على معان كثيرة: أسماء متفقة                  | اللفظ الواحد الدال على معان كثيرة: أسماء متفقة                                     | اللفظ الواحد الدال على معان كثيرة: أسماء متفقة                                                                                             | اللفظ الواحد الدال على معان كثيرة: أسماء متفقة                                                                                             | اللفظ الواحد الدال على معان كثيرة: أسماء متفقة                                                                                             |
| | 1                                                               | تساوي الكل في الوضع بلا أولوية: أسماء مشتركة                                       | تساوي الكل في الوضع بلا أولوية: أسماء مشتركة                                                                                               | تساوي الكل في الوضع بلا أولوية: أسماء مشتركة                                                                                               | تساوي الكل في الوضع بلا أولوية: أسماء مشتركة                                                                                               |
| | 2                                                               | لفظ موضوع أولا بإزاء بعض المعاني ويطلق على غيرها للمناسبة والمشابهة: أسماء متشابهة | لفظ موضوع أولا بإزاء بعض المعاني ويطلق على غيرها للمناسبة والمشابهة: أسماء متشابهة                                                         | لفظ موضوع أولا بإزاء بعض المعاني ويطلق على غيرها للمناسبة والمشابهة: أسماء متشابهة                                                         | لفظ موضوع أولا بإزاء بعض المعاني ويطلق على غيرها للمناسبة والمشابهة: أسماء متشابهة                                                         |
| |                                                                 | 1                                                                                  | استعمال اللفظ في المعنى الأصلي ممهدا وفي المعنى الشبيه بسبب ملاحظة معنى واعتبار مناسبة هي علة التشابه                                      | استعمال اللفظ في المعنى الأصلي ممهدا وفي المعنى الشبيه بسبب ملاحظة معنى واعتبار مناسبة هي علة التشابه                                      | استعمال اللفظ في المعنى الأصلي ممهدا وفي المعنى الشبيه بسبب ملاحظة معنى واعتبار مناسبة هي علة التشابه                                      |
| |                                                                 |                                                                                    | 1 | استعمال المعنى الأصلي: حقيقة | استعمال المعنى الأصلي: حقيقة |
| |                                                                 |                                                                                    | 2 | استعمال المعنى الشبيه: مجاز | استعمال المعنى الشبيه: مجاز |
| |                                                                 |                                                                                    | | 1 | إظهار المشابه في إطلاق اللفظ على الشبيه مع الأصل: تمثيل                                                                                    |
| |                                                                 |                                                                                    | | 2 | إظهار أن دلالة اللفظ على الشبيه أيضا دلالة على سبيل الأصالة: استعارة                                                                       |
| |                                                                 | 2                                                                                  | استعمال اللفظ في الأصل ممهدا والشبيه أيضا لا باعتبار ملاحظة الأصل بل باعتبار المناسبة والمشابهة الموجودتين في الأصل وقتَ الإطلاق على الشبيه | استعمال اللفظ في الأصل ممهدا والشبيه أيضا لا باعتبار ملاحظة الأصل بل باعتبار المناسبة والمشابهة الموجودتين في الأصل وقتَ الإطلاق على الشبيه | استعمال اللفظ في الأصل ممهدا والشبيه أيضا لا باعتبار ملاحظة الأصل بل باعتبار المناسبة والمشابهة الموجودتين في الأصل وقتَ الإطلاق على الشبيه |
| |                                                                 |                                                                                    | 1 | الشبيه مساو للأصل في الإطلاق: منقول | الشبيه مساو للأصل في الإطلاق: منقول |
| |                                                                 |                                                                                    | 2 | الشبيه راجح على الاصل | الشبيه راجح على الاصل |
| |                                                                 |                                                                                    | | 1 | الإطلاق بحسب الجمهور: متعارف2 |
| |                                                                 |                                                                                    | | 2 | الإطلاق بحسب أهل الصناعة: مصطلح2 |
| ^1 "كثيرة" صفة وصف بها الأشخاص والمراد هنا بالشخص شخص الإنسان وغيرِه من غير العاقل، لذا جاءت الصفة لجمع غير العاقل ولم يقل "أشخاص كثر". |                                                                 |                                                                                    | | | |
| ^2 "المتعارف" و"المصطلح" لفظتان كلاهما اسم مفعول حذف حرف الجر والضمير منه تخفيفا أو اكتفاءً، والقياس كان أن يقال المتعارف عليه والمصطلح عليه. وقد يكون سبب ذلك استرداد اللفظتين من الفارسية، فكثير من أسماء المفاعيل العربية تستعمل في الفارسية بلا حروف جر وضمائر، فمثلا المفعول به يقال له مفعول بالفارسية. مجمل القول أن الحذف عندما يؤمَن الالتباس جائز، فيصح قول المشترك بمعنى المشترك فيه، لكن لا يصح الحذف في حالة المغمى عليه أو المشتكى منه وما إلى ذلك. |                                                                 |                                                                                    | | | |